# Isotheca
Isotheca, monotipični biljni rod iz porodice primogovki smješten u tribus Justicieae, dio potporodice Acanthoideae. Jedina vrsta je I. alba, polugrm sa Trinidada i iz Venezuele . Opisan je u Bulletin of Miscellaneous Information, Royal Gardens, Kew 1922: 187. 1922.  